# Deep house
Deep house je podžánr housové hudby, který vznikl v druhé polovině 80. let. Využívá prvky ze stylů jazz-funk, chicago house, detroit techno a soulová hudba. V písni jsou často dojemné vokály, jemné sentimentální melodie. Vliv jazzu na deep house způsobuje, že hudba je více komplexní.

## Interpreti, DJové a labely
- Ben Watt
- Blaze
- Blue Six
- Charles Webster
- Chris Brann
- Colette
- DJ Spinna
- David Morales
- Deep Dish
- Derrick Carter
- Fallout
- Francois Kevorkian
- Fish Go Deep
- Frankie Knuckles
- Fred Everything
- Gaelle
- Global Communication
- Gregory Del Piero
- Ian Pooley
- Jaydee
- Jay Tripwire
- Jellybean
- Jersey Street
- Joe Claussell
- Junior Vasquez
- Kaskade
- Kenny 'Dope' Gonzales
- Kerri Chandler
- King Britt
- King Kooba
- Larry Heard
- Lisa Shaw
- Little Louie Vega
- Lost Frequencies
- Mad and Spectral
- Manny Ward
- Mark Farina
- Martin Iveson (Atjazz)
- Masters At Work
- Miguel Migs
- Moodymann
- Mr. Scruff
- Nadirah Shakoor
- Oliver Heldens
- Osunlade
- Peter Rauhofer
- Ralphi Rosario
- Ricardo Torres
- Robin Schulz
- Roger Sanchez
- Son Dexter
- St. Germain
- The Style Council
- ZHU

Mezi některé deep housové labely patří například Giant Step Records, Naked Music, Om Records, Peacefrog Records, Seasons Recordings, Nightphunk recordings.